# Barbus papilio
Barbus papilio är en fiskart som beskrevs av John Banister och Bailey, 1979. Barbus papilio ingår i släktet Barbus och familjen karpfiskar. IUCN kategoriserar arten globalt som otillräckligt studerad. Inga underarter finns listade.